# Erling Viksjø

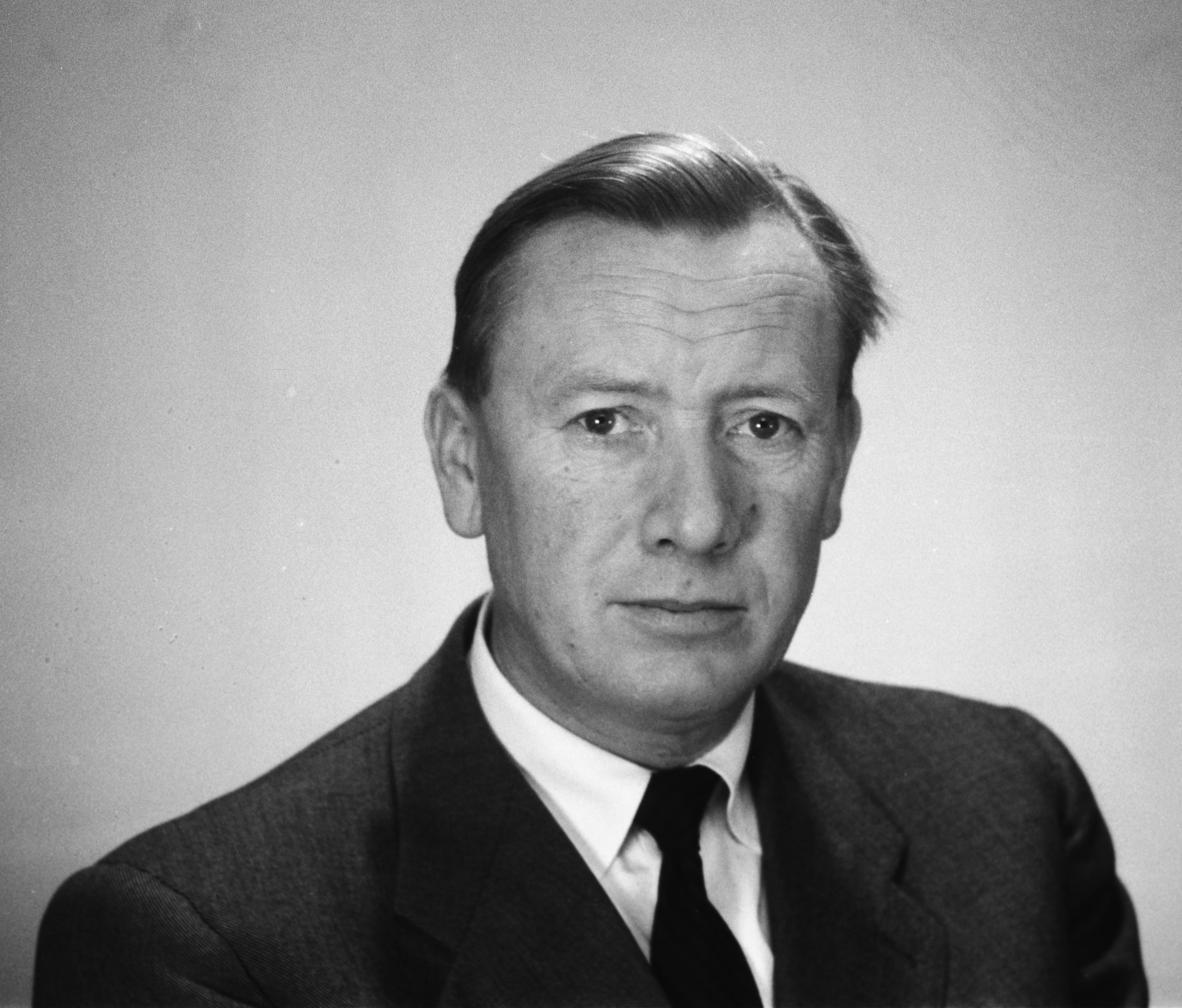
Erling Viksjø år 1959

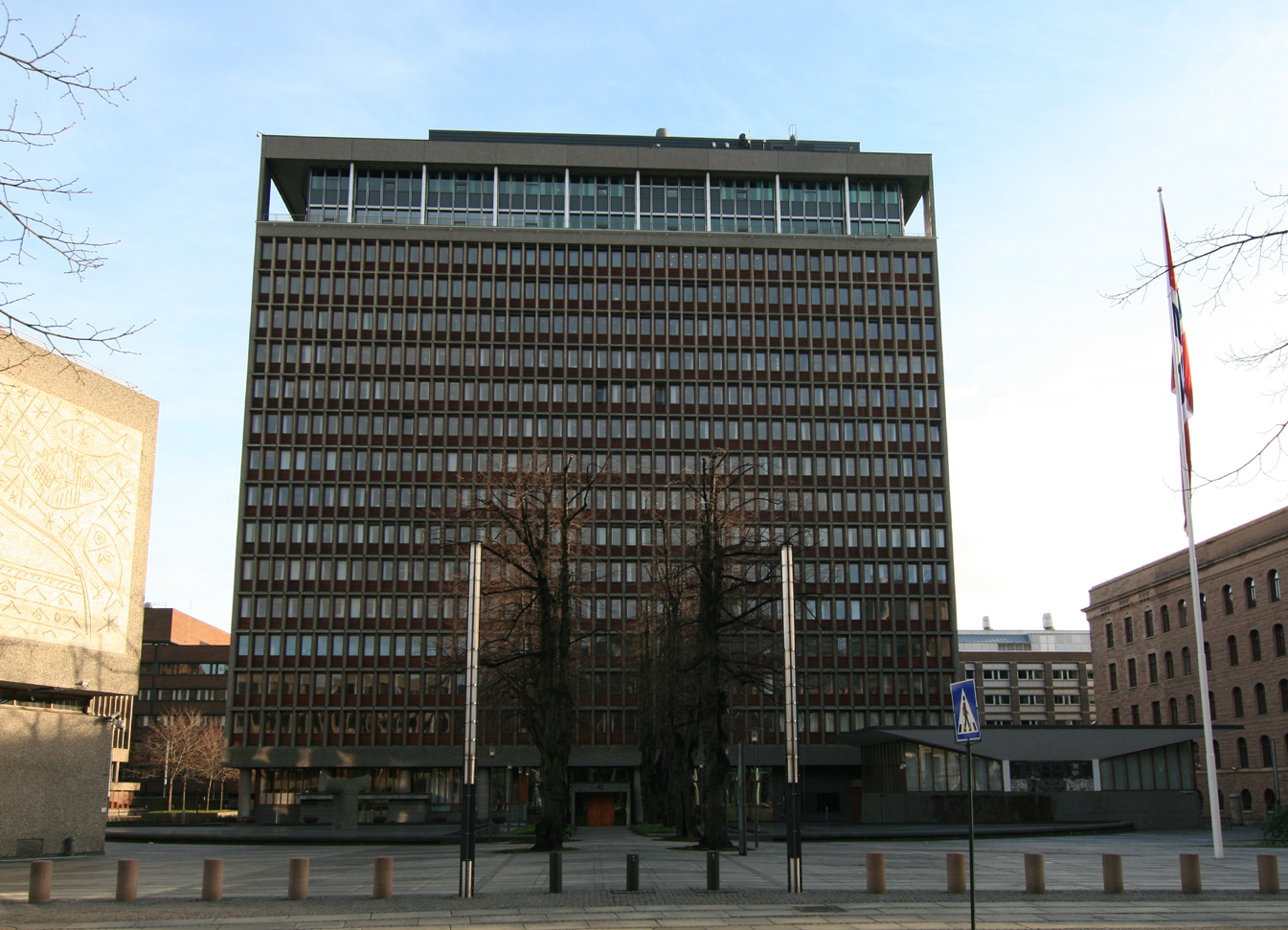
Högblocket från 1958 i regjeringskvartalet, ritat av Viksjö.

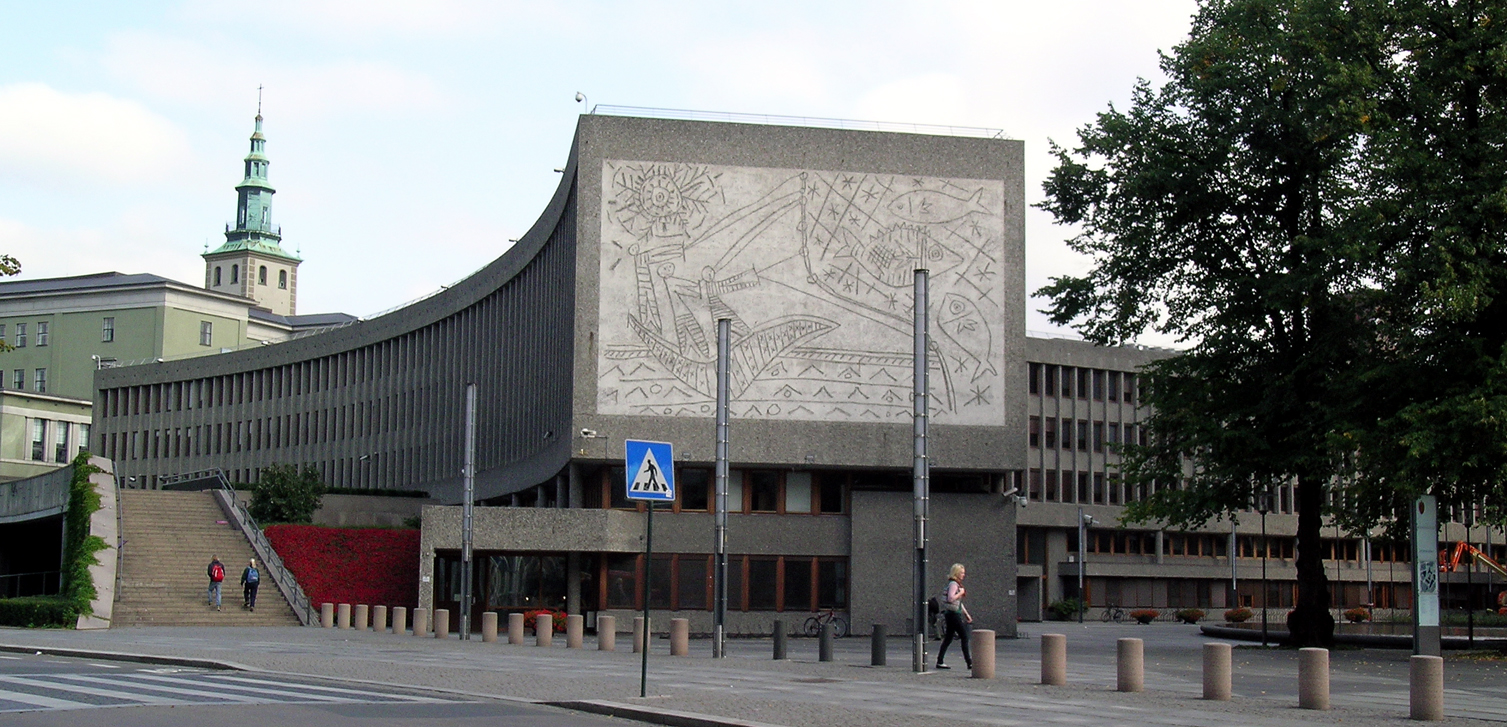
Y-blocken från 1970 i regjeringskvartalet, med Carl Nesjars Picasso-relief på gaveln.

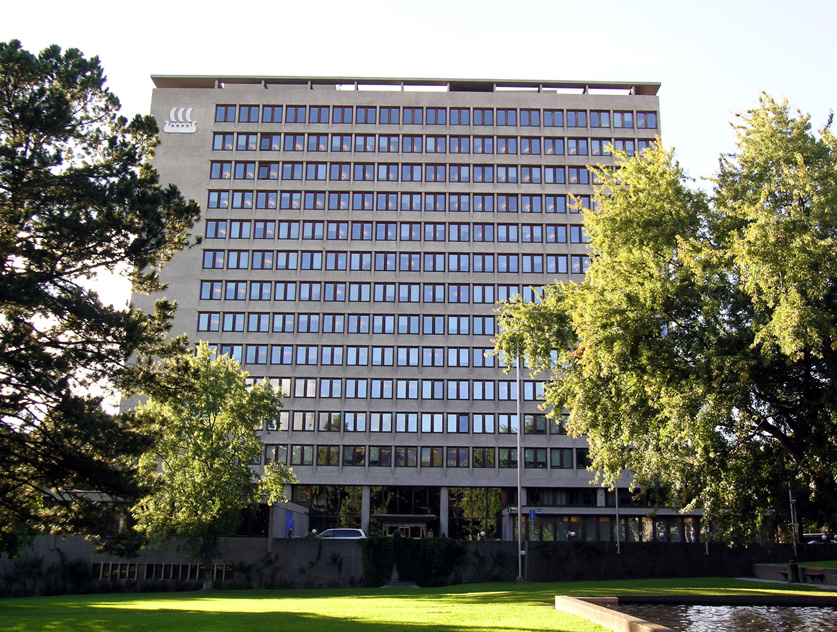
Yaras, tidigare Norsk Hydros, huvudkontor från 1960 i Oslo.

Erling Viksjø, född 4 juli 1910 i Trondheim, död 2 december 1971 i Oslo, var en norsk arkitekt som ritade ett antal monumentalbyggnader, framför allt i Oslo. Han var med och präglade norsk arkitektur under tiden efter andra världskriget fram till sin död. Bland hans mest kända verk är Regeringsbyggnaderna i Oslo, Norsk Hydros huvudkontor, Elkemhuset och Bergen rådhus.

## Bakgrund
Erling Viksjø var son till läraren Hans Olaf Lund Viksjø (1880–1953) och Johanna Elisabeth Larsson (1881–1978). Han tog studentexamen vid Trondheim katedralskole 1930 varpå han studerade arkitektur vid Norges tekniske høgskole fram till 1935 då han tog examen. Han flyttade då till Oslo där han började hos arkitekt Ove Bang. Hos Bang var det en radikal arkitekturpolitisk inriktning, och hans arkitektkontor var bland de främsta i Norge innan funktionalismen. Viksjø var en övertygad anhängare av denna riktningen. Han deltog i arkitekttävlingen om en ny regeringsbyggnad år 1939 med projektet Vestibyle, som dominerades av ett höghus på tolv våningar. Han utsågs till en av fyra vinnare, men projektet sköts upp till följd av andra världskriget. Efter kriget tillsatte staten en kommitté som skulle välja vilket av utkasten som skulle realiseras, och Viksjø fick uppdraget.
Under andra världskriget ledde han Bangs arkitektkontor efter Bangs död 1942. Han tog då över verksamheten tillsammans med Sofus Hougen och Odd Borgrud Pedersen fram till 1946. Viksjø grundades då den egna byrån Viksjø arkitekter as. Från 20 april 1944 och under resten av kriget satt Viksjø fängslad i interneringslägret på Grini. 
Viksjøs vinnarutkast till regeringsbyggnaden blev hans första stora uppdrag. Det justerades flera gånger, bland annat för att det bevarandevärda Empirekvartalet upptog den största delen av tomten. Efter en långvarig och het bevarandedebatt uppfördes ett begränsat höghus under åren 1952-1958, och den gamla bebyggelsen revs. Regeringsbyggnaden visar på Viksjøs vilja att integrera konst i arkitekturen genom användningen av sandblåsning med verk av konstnärer som Carl Nesjar, Inger Sitter, Kai Fjell, Odd Tandberg, Tore Haaland och Pablo Picasso. Konsten i byggnaden räknas som en av de viktigaste offentliga konstutsmyckningarna under perioden i Norge. Viksjø bidrog även själv till delar av utsmyckningen. 1969-1970 blev Y-blocken, som uppfördes som granne till högblocket, och det lades ett "lock" över Arne Garborgs plats. 
Erling Viksjø kom att använda betong i stor omfattning i sina byggnader och har blivit känd som skaparen av så kallad naturbetong. År 1951 publicerade Viksjø artikeln Fasadebetong? i facktidskriften Byggekunst där han tog upp betongens otillfredsställande utseende. Viksjø kom under de kommande åren att experimentera med att utveckla betongens estetik, bland annat när han byggde det egna sommarhuset i Larvik. Naturbetongen, sandblåst betong tillsatt med grus, som Viksjø utvecklade tog han patent på 1955.

## Influenser
Erling Viksjø var påverkad av den franske arkitekten Le Corbusier, och stilen kallas också brutalism. Viksjø kom hela sina karriär att beundra Le Corbusier och dennes skulpturala arkitektur. Detta kommer bland annat fram i Regeringsbyggnaden (1939—59) i Oslo och Bergen rådhus (1953-1974), Lillehammer Kunstmuseum (senare kombinerat med tillbyggnad av Snøhetta) och huvudkontoret för Yara, tidigare Norsk Hydro. Han har även ritat Tromsøbrua.

## Byggnader i urval

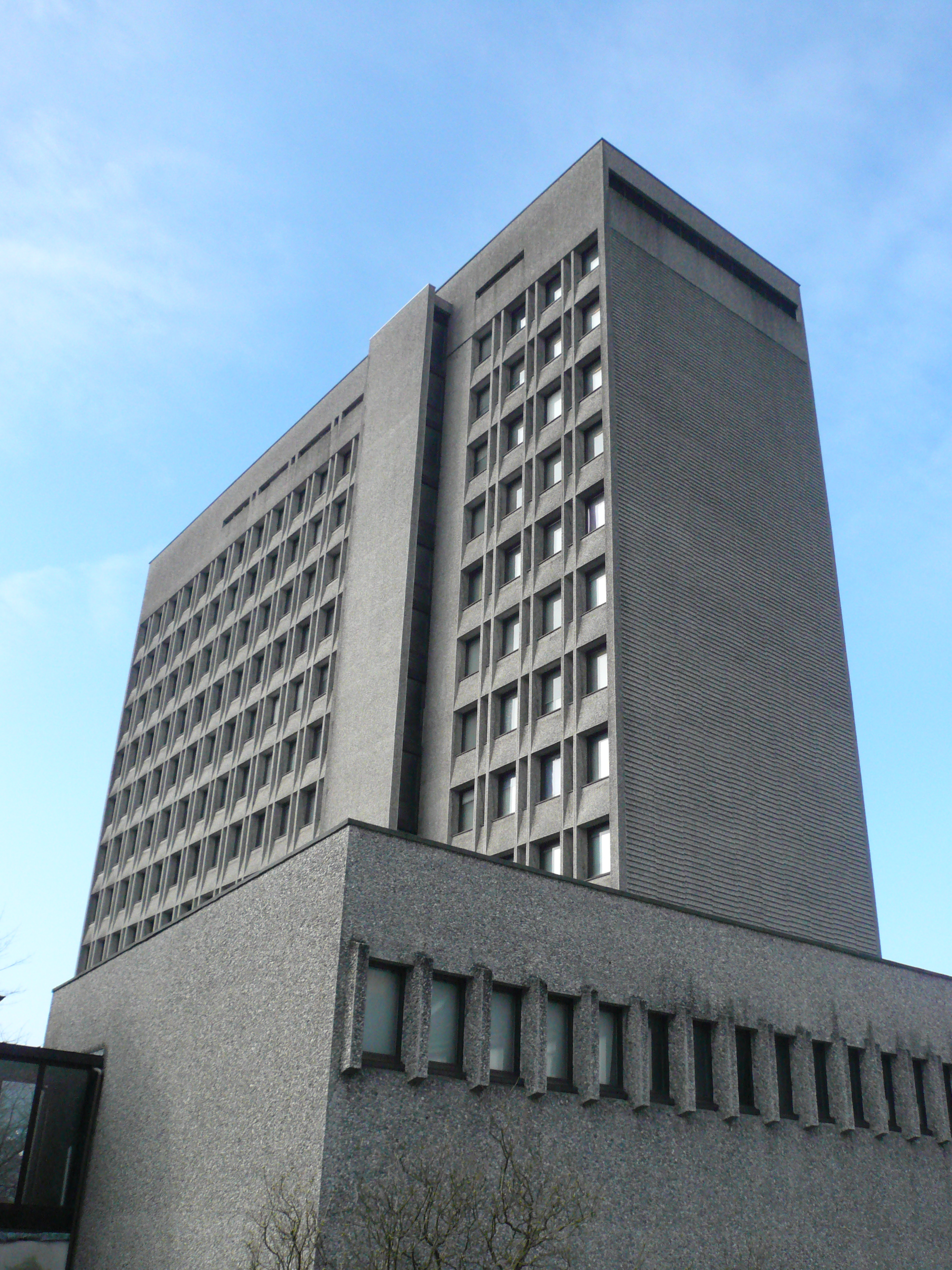
Bergen rådhus, 1953-1974.

- Snippen, Luftfartsverkets byggnad på Hovseter i Oslo, 1946–52
- Regjeringsbygningen i Oslo, 1946–59
- Fiskerifagskolen i Honningsvåg, 1950–56
- Marmorberget borettslag på Lambertseter i Oslo, 1952–54
- Hangarer på Bodø och Örland flygplatser, 1952–56
- Nordnorsk Student- och Elevhem i Oslo, 1953–60
- Bakkehaugens kyrka i Oslo, 1955–59
- Oslo Helseråd, St. Olavs plats 5, Oslo, 1956–69
- Y-blocken i Regjeringskvartalet i Oslo, 1956–70
- Kanalbron i Tønsberg, 1957
- Nordseter fjällkyrka vid Lillehammer, 1958–64
- Norsk Hydro, Bygdöy Allé 2, Oslo, 1960–63
- Elkemhuset, Middelthuns gata 27, Oslo, 1960–65
- Tromsøbron i Tromsø, 1963
- Kino och konstsamlingen i Lillehammer, 1963
- Standard Telefon och Kabelfabrik i Östra Aker väg 33 i Oslo, 1968
- Bergen rådhus i Bergen, 1968–74

## Priser
- Betongtavlen 1961 för Bakkehaugens kyrka.
- Betongtavlen 1963 för Tromsøbron.